# اسبورلاتو
اسبورلاتو، (بالإنجليزية: Esporlatu)‏، (سردينيا: Isporlatu)، هي بلدية، في مقاطعة ساساري، في منطقة سردينيا الإيطالية، وتقع على بعد حوالي 130 كم (81 ميل) شمال كالياري، وحوالي 50 كم (31 ميل) جنوب شرق ساساري.

## السكان
في سنة 1861 بلغ عدد السكان 334 نسمة، وتطور العدد ليصل في سنة 2011 لـ 412 نسمة.
يظهر هذا المخطط البياني تطور النمو السكاني لـ اسبورلاتو